# 伊藤忠アーバンコミュニティ
伊藤忠アーバンコミュニティ株式会社（いとうちゅうアーバンコミュニティ）は、伊藤忠商事グループのマンション管理会社。
2017年現在の管理戸数は7万8,096戸。

## 沿革
- 1974年（昭和49年）6月 - イトーピアシステムサービス株式会社創業。
- 1982年（昭和57年）3月 - 伊藤忠ハウジング管理株式会社創業。
- 2000年（平成12年）10月 - イトーピアシステムサービスと伊藤忠ハウジング管理が合併、伊藤忠アーバンコミュニティ株式会社に商号変更。
- 2002年（平成14年）9月 - 住石ハウジング株式会社を合併。
- 2004年（平成16年）10月 - ヨートーハウジング株式会社のマンション・ビル管理事業を営業権譲受。
- 2005年（平成17年）4月 - 佐工サービス株式会社を合併。
- 2006年（平成18年）10月 - 伊藤忠コムネット株式会社を合併。
- 2008年（平成20年）
  - 4月 - 日本中央地所株式会社より株式会社ジェクールの全株式を譲受[2]。
  - 10月 - 株式会社ジェクールと合併[3]。
- 2010年（平成22年）
  - 1月 - タッチストーン･キャピタル証券より、タッチストーン・レジデンシャル・マネージメント株式会社の全株式を譲受[4]。
  - 9月 - タッチストーン・レジデンシャル・マネージメントを合併[5]。
- 2011年（平成23年）4月 - 伊藤忠商事からアイ・ピー管理株式会社の全株式を譲受[6]。
- 2012年（平成24年）7月 - いすゞビルメンテナンス株式会社から分譲マンション管理業務を承継[7]。
- 2017年（平成29年）6月 - フジ・メディア・ホールディングス参加のリアルエステートジャパンと業務提携。外国人向けハウジングサービス開始[8]。